# Afroxyidris crigensis
Afroxyidris crigensis är en myrart som beskrevs av Robert Belshaw och Bolton 1994. Afroxyidris crigensis ingår i släktet Afroxyidris och familjen myror. Inga underarter finns listade i Catalogue of Life.